# عبد الهادي قنديل
عبد الهادي قنديل (2 مارس 1935 - 23 مارس 2019) تولى وزارة البترول والثروة المعدنية المصرية منذ عام 1984 وحتى 1991 ولد في 2 مارس 1935 في الزرقا بمحافظة دمياط، وتخرج في كلية العلوم جامعة عين شمس عام 1956 و توفي في القاهرة في 23 مارس 2019.

## حياته المهنية
- بدأ عمله كيميائياً بشركة أنابيب البترول
- شغل منصب رئيساً لقسم جودة الإنتاج بالهيئة المصرية العامة للبترول
- اختير رئيساً لإدارة برامج واقتصاديات التكرير بالهيئة المصرية العامة للبترول في 1964
- التحق بمعهد البترول بميلانو بإيطاليا وتخرج منه أواخر عام 1964
- شغل منصب مدير للعمليات بالهيئة المصرية العامة للبترول تقديراً لجهوده في درء خطر تعرض البلاد لمجاعة بترولية أثناء حرب 1967
- عين في 1971 مديراً لقطاع التكرير والتصنيع بالهيئة المصرية العامة للبترول
- عُيِّن نائباً لمدير عام الهيئة المصرية العامة للبترول لشئون التكرير والتصنيع في مارس 1973
- عين نائباً لرئيس الهيئة المصرية العامة للبترول للعمليات وعضواً بمجلس إدارتها في 1976
- التحق بأكاديمية ناصر العسكرية العليا واجتاز بتفوق الدورة الثالثة بكلية الدفاع الوطني في 1975
- اختير ممثلا لمصر في مجلس إدارة الشركة العربية البحرية لنقل البترول إحدى شركات منظمة الاقطار العربية المصدرة للبترول.
- اختير عضو بمجلس إدارة البنك الوطني للتنمية
- عُيِّن رئيسا لمجلس إدارة مجلس بحوث البترول، وعضواً بمجلس كلية العلوم بجامعة عين شمس
- عُيِّن رئيساً للهيئة المصرية العامة للبترول في 1980
- عُيِّن وزيراً للبترول في عام 1984 وحتى 1991

## التكريم
- وسام العلوم والفنون من الطبقة الأولى[3]